# Orval (Manche)
Pour les articles homonymes, voir Orval.
Orval est une ancienne commune française du département de la Manche et de la région Normandie, devenue le 1er janvier 2016 une commune déléguée au sein de la commune nouvelle d'Orval sur Sienne.
Elle est peuplée de 896 habitants.

## Géographie

### Localisation
La commune est en Pays coutançais. Son bourg est à 6 km au sud-ouest de Coutances et à 6,5 km au nord-est de Montmartin-sur-Mer.
Le point culminant (88 m) se situe en limite nord-est, près du lieu-dit la Belletière. Le point le plus bas (4 m) correspond à la sortie de la Sienne du territoire, à l'ouest.
| Heugueville-sur-Sienne, estuaire de la Sienne | Bricqueville-la-Blouette | Saint-Pierre-de-Coutances |
| Montchaton                                    | Orval                    | Saussey                   |
| Hyenville, Quettreville-sur-Sienne            | Contrières               | Contrières                |

## Toponymie
Le nom de la localité est attesté sous la forme latinisée Aurea vallis vers 1100, ce qui signifie en latin médiéval « val d'or », c'est-à-dire « fertile ».
À noter que l'influence germanique sur la syntaxe du latin vulgaire en Gaule du nord explique ce type toponymique. Les noms communs Orfèvre (cf. allemand Goldschmied) ou liondent (cf. allemand Löwenzahn) par exemple, relèvent de la même influence.
Homonymie avec les nombreux Orval et Orival
Le gentilé est Orvalais.

## Histoire

### Protohistoire
En 2006, des travaux effectués dans le cadre du contournement ouest de la ville de Coutances, ont permis de découvrir aux Pleines, dans une ferme gauloise (300 à 250 av. J.-C.), une tombe à char,.

### Moyen Âge
La seigneurie d'Orval était l'un des huit fiefs relevant de l'abbaye de Lessay. À noter que l'abbaye de Lessay était à l'origine d'une foire annuelle.
Un Ernault d'Orval figure dans l'une des listes des compagnons de Guillaume le Conquérant. Reginald ou Renaud d'Orval et son épouse donnèrent, quelques dizaines d'années plus tard, l'église d'Orval à l'abbaye de Lessay.

## Politique et administration
| Période                                  | Période   | Identité           | Étiquette | Qualité               |
| ---------------------------------------- | --------- | ------------------ | --------- | --------------------- |
| 1959                                     | 1989      | Bernard Beaugendre | SE        | Agriculteur           |
| 1989                                     | mars 2001 | Serge Dole         |           |                       |
| mars 2001                                | En cours  | Joël Doyère        | SE        | Technicien commercial |
| Les données manquantes sont à compléter. |           |                    |           |                       |

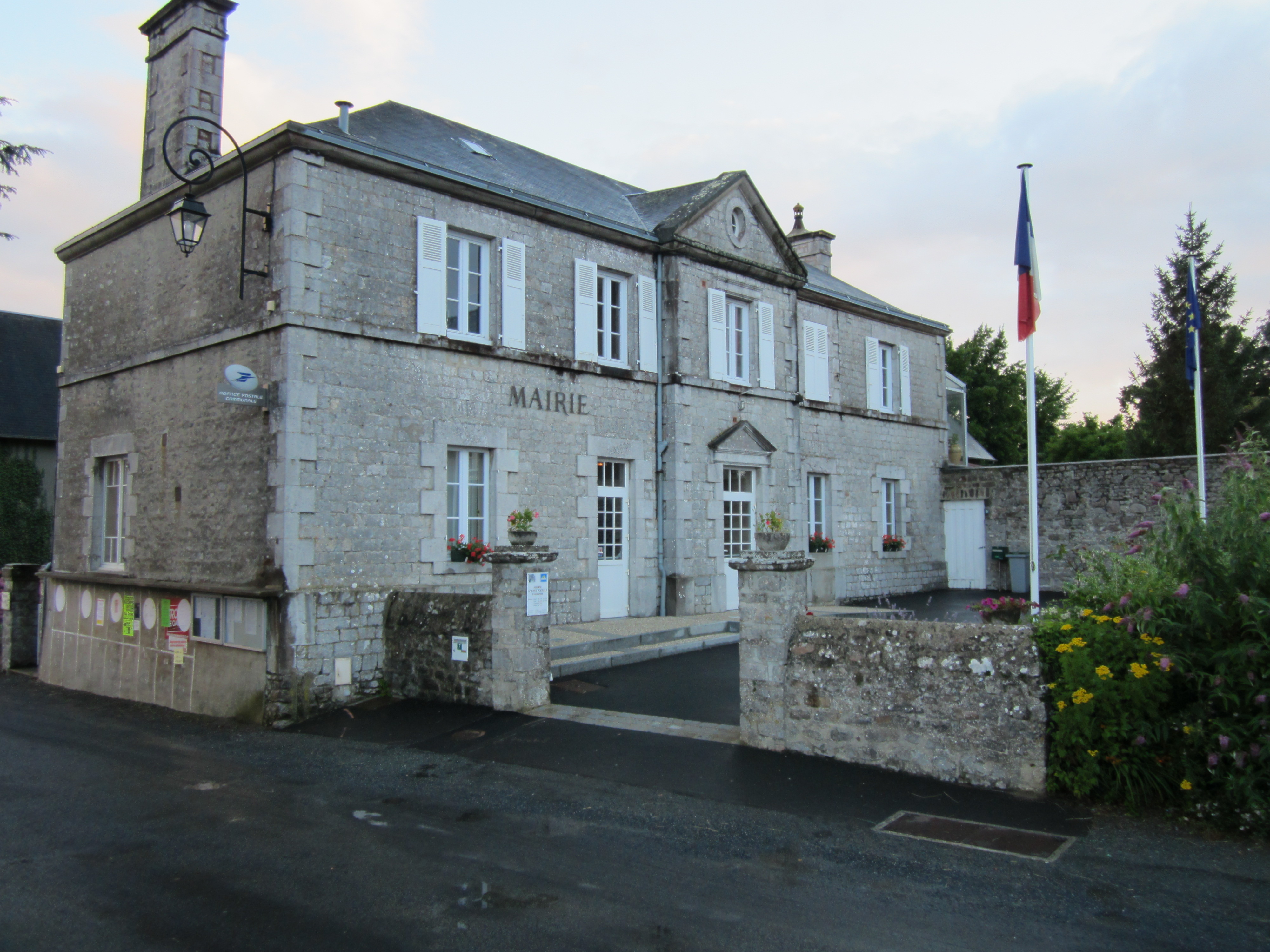
La mairie.

Le conseil municipal était composé de quinze membres dont le maire et un adjoint.

## Démographie
En 2021, la commune comptait 896 habitants. Depuis 2004, les enquêtes de recensement dans les communes de moins de 10 000 habitants ont lieu tous les cinq ans (en 2006, 2011, 2016, etc. pour Orval) et les chiffres de population municipale légale des autres années sont des estimations.
Orval a compté jusqu'à 1 485 habitants en 1806.
| 1793  | 1800  | 1806  | 1821  | 1831  | 1836  | 1841  | 1846  | 1851  |
| ----- | ----- | ----- | ----- | ----- | ----- | ----- | ----- | ----- |
| 1 330 | 1 339 | 1 485 | 1 351 | 1 290 | 1 333 | 1 339 | 1 229 | 1 270 |

| 1856  | 1861  | 1866  | 1872  | 1876  | 1881  | 1886  | 1891  | 1896 |
| ----- | ----- | ----- | ----- | ----- | ----- | ----- | ----- | ---- |
| 1 237 | 1 179 | 1 104 | 1 026 | 1 047 | 1 101 | 1 097 | 1 008 | 919  |

| 1901 | 1906 | 1911 | 1921 | 1926 | 1931 | 1936 | 1946 | 1954 |
| ---- | ---- | ---- | ---- | ---- | ---- | ---- | ---- | ---- |
| 900  | 847  | 804  | 721  | 752  | 751  | 809  | 746  | 705  |

| 1962 | 1968 | 1975 | 1982 | 1990 | 1999 | 2006 | 2011 | 2016 |
| ---- | ---- | ---- | ---- | ---- | ---- | ---- | ---- | ---- |
| 669  | 672  | 725  | 770  | 816  | 809  | 878  | 852  | 851  |

| 2019 | - | - | - | - | - | - | - | - |
| ---- | - | - | - | - | - | - | - | - |
| 853  | - | - | - | - | - | - | - | - |

## Lieux et monuments
- Église Sainte-Hélène XIe siècle, d'origine romane, classée au titre des monuments historiques par arrêté du 22 septembre 1914[16] avec voûte en bois du XIIe de la nef, tour-lanterne, portail gothique, chœur du XVe et crypte romane. L'édifice abrite onze œuvres classées au titre objet aux monuments historiques dont : des vitraux en verre peint du XVIe restaurés en 1873, un maître-autel du XVIIIe, un bénitier mural en marbre de Montmartin du XVIIe, un chapiteau évidé du XIIIe, un aigle lutrin, daté de 1860, de J.B. Leloup, menuisier à Orval, des fonts baptismaux roman en pierre du Moyen Âge, ainsi que des pierres tombales du XVIIe.

On y invoque saint Omer pour les maux de ventre et sainte Hélène pour les maux d'yeux.
La dîme était partagé entre le curé et le prieuré.
- Grange du prieuré près de l'église.
- Manoir d'Ymouville du XVIIe siècle : propriété de la famille Le Conte d'Ymouville.
- Manoir du Pont-Neuf du XVIIe siècle.
- Anciens fours à chaux du Petit-Carrier, des Mulots et de la Riotte inscrits aux monuments historiques[17].
- Nombreux puits en pierre.
- Ruines du pont de la Roque sur la rive droite détruit en juillet 1944 par la RAF afin d'empêcher le repli allemand, et dont il subsiste huit arches sur les onze.
- Pont-Neuf du XVe siècle, sur la Sienne.
- If funéraire et croix XVIIIe siècle du cimetière.
- Baie de Sienne, confluent de la Sienne et de la Soulles.
- Panoramas de la butte de Follivent et des Delles.

Pour mémoire
- Site de l'ancien prieuré de Sainte-Hélène dépendant de l'abbaye de Lessay. À l'origine il s'agirait de l'ancienne abbaye de Potentinus peuplé de moines colombaniens[18]. Elle aurait été fondée vers 610 dans le surbubium de Coutances par un disciple de saint Colomban († 615). C'est de ce monastère que partirent saint Omer et ses disciples († v. 667/670), Mummolenus, Ebertramnus et Bertin, en Picardie afin de créer de nouveaux établissements[19].
- Chapelle Sainte-Honorine.

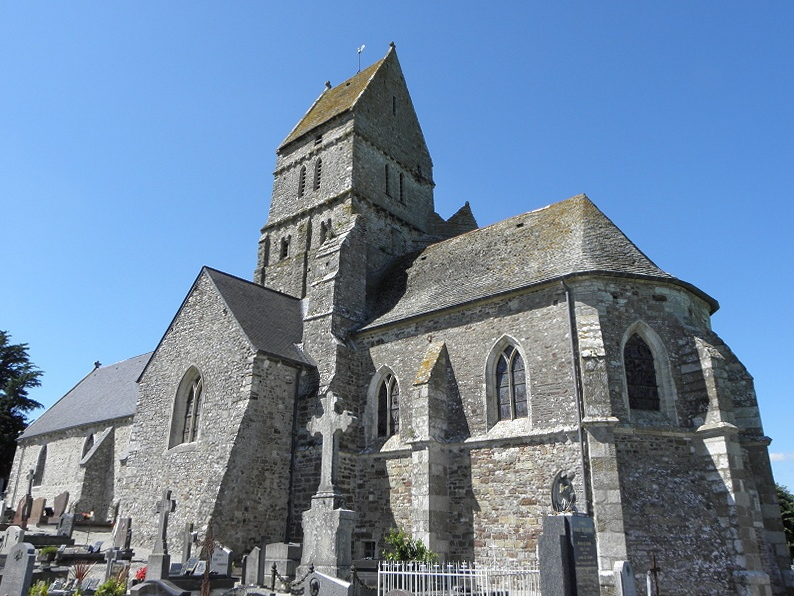
L'église Sainte-Hélène.
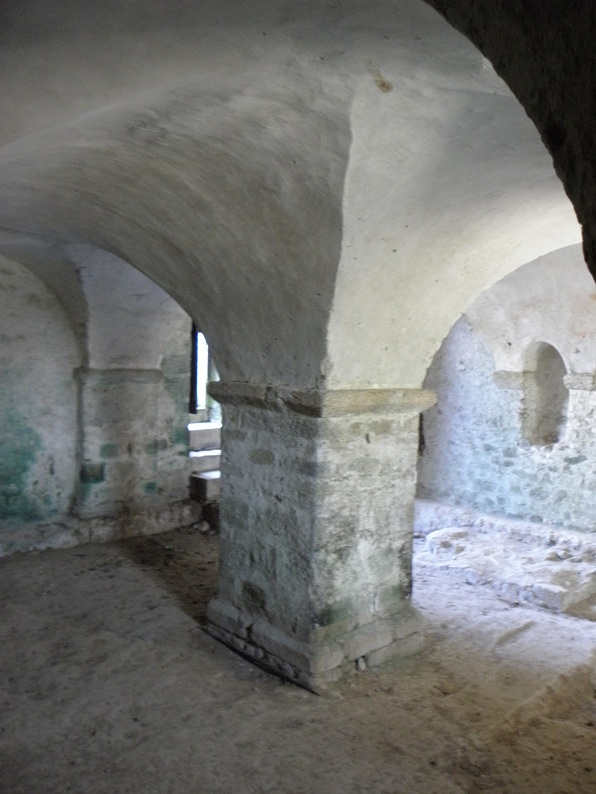
La crypte.
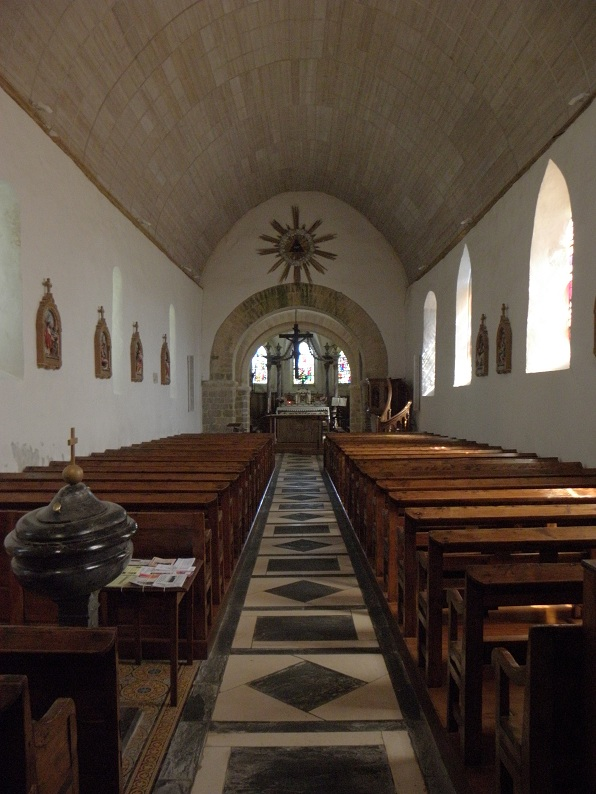
La nef.
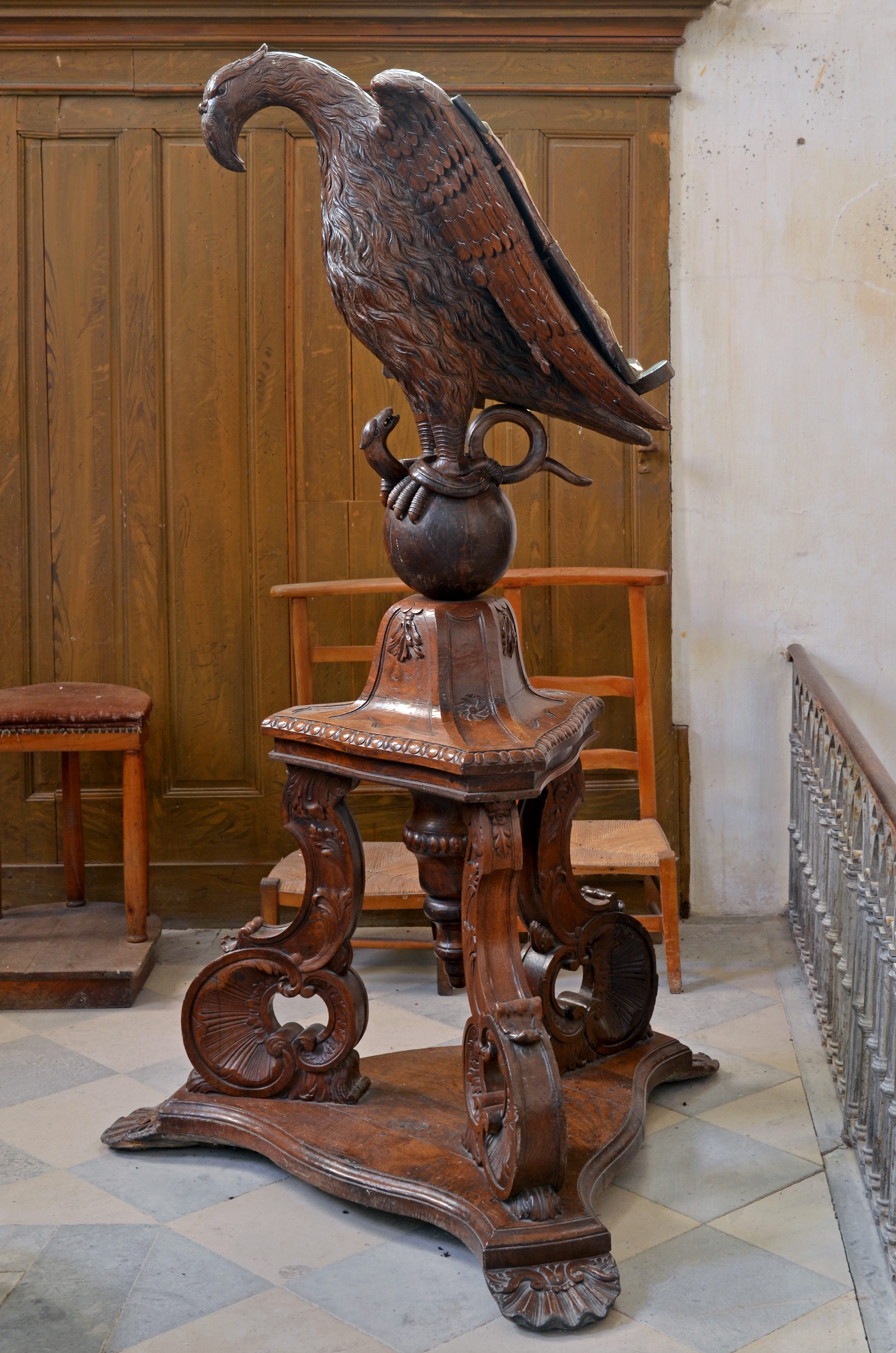
Aigle-lutrin dans l'église Saint-Hélène.
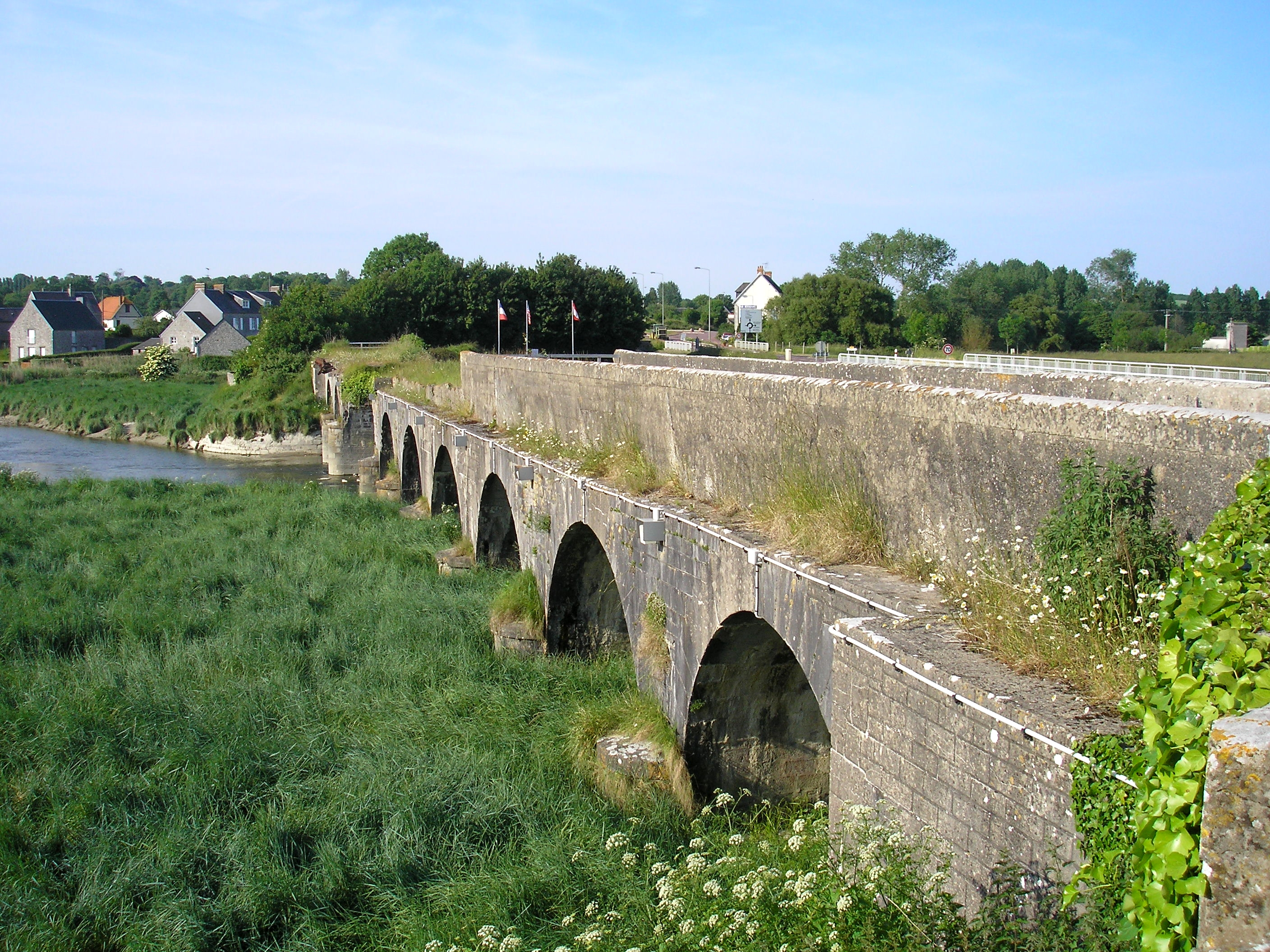
Le pont de la Roque.
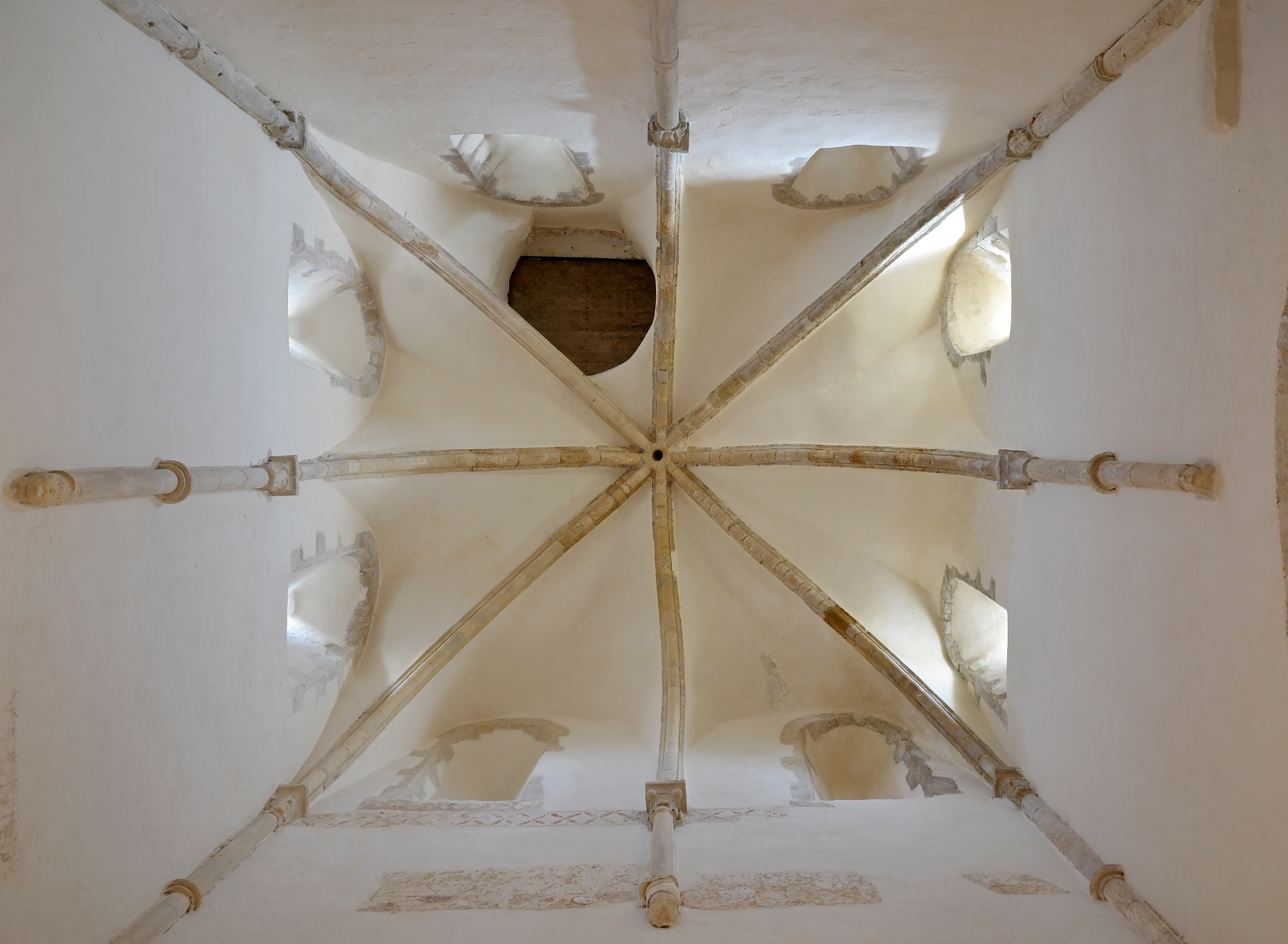
La tour-lanterne.

## Activité et manifestations

### Sports
L'Étoile sportive d'Orval fait évoluer jusqu'en 2014 une équipe de football en division de district. L'Avant-Garde Orval-Coutances est un club cycliste ; deux courses cyclistes sont organisées chaque année en avril et en septembre.

## Personnalités liées à la commune
- Saint Omer (Audomarus), fils de Friulfus et de Domitta originaires d'Orval[22], serait né à Orval, aux environs de l’an 600[23].
- Pierre Le Roy (abbé) (Orval, 1350 - Bologne, 1410). Abbé de Saint-Taurin d'Évreux, de Lessay et à partir de 1386 du Mont-Saint-Michel[10].